# Heitor Villa-Lobos
Heitor Villa-Lobos (Rio de Janeiro, 5 de março de 1887 – Rio de Janeiro, 17 de novembro de 1959) foi um compositor, maestro, violoncelista, pianista e violonista brasileiro, descrito como "a figura criativa mais significativa do Século XX na música clássica brasileira", e se tornando o compositor sul-americano mais conhecido de todos os tempos. Compositor prolífico, escreveu numerosas obras orquestrais, de câmara, instrumentais e vocais, totalizando mais de 2 mil obras até sua morte, em 1959.
Destaca-se por ter sido o principal responsável pela descoberta de uma linguagem peculiarmente brasileira na música, sendo considerado o maior expoente da música do modernismo no Brasil, compondo obras que contêm nuances das culturas regionais brasileiras, com os elementos das canções populares e indígenas.
Suas composições foram influenciadas tanto pela música folclórica brasileira quanto por elementos estilísticos da tradição clássica europeia, como exemplificado por suas Bachianas Brasileiras. Suas Etudes para violão (1929) foram dedicados a Andrés Segovia, enquanto seus 5 Prelúdios (1940) foram dedicados à sua esposa Arminda Neves d'Almeida, também conhecida como "Mindinha". Ambas são obras importantes no repertório violonístico.
Sua data de nascimento é celebrada, no Brasil, como "Dia Nacional da Música Clássica". Em 2011, seu nome foi inscrito no Livro de Aço dos heróis nacionais depositado no Panteão da Pátria e da Liberdade Tancredo Neves.

## Carreira

### Juventude

Arminda: aluna, esposa e divulgadora de sua obra

Filho de Noêmia Monteiro Villa-Lobos e Raul Villa-Lobos, que era filho de imigrantes espanhóis, Heitor foi desde cedo incentivado aos estudos, pois sua mãe queria vê-lo médico. No entanto, Raul Villa-Lobos, pai do compositor, funcionário da Biblioteca Nacional e músico amador, deu-lhe instrução musical e adaptou uma viola para que o pequeno Heitor iniciasse seus estudos de violoncelo. Aos 13 anos, órfão de pai, Villa-Lobos passou a tocar violoncelo em teatros, cafés e bailes; paralelamente, interessou-se pela intensa musicalidade dos "chorões", representantes da melhor música popular do Rio de Janeiro, e, neste contexto, desenvolveu-se também no violão. De temperamento inquieto, empreendeu desde cedo escapadas pelo interior do Brasil, primeiras etapas de um processo de absorção de todo o universo musical brasileiro.
Em 1913 Villa-Lobos casou-se com a pianista Lucília Guimarães, indo viver no Rio de Janeiro.
Em 1922 Villa-Lobos participou da Semana da Arte Moderna, no Theatro Municipal de São Paulo. No ano seguinte embarcou para a Europa, regressando ao Brasil em 1924. Viajou novamente para a Europa em 1927, financiado pelo milionário carioca Carlos Guinle. Desta segunda viagem, retornou em 1930, quando realizou turnê por sessenta e seis cidades. Realizou também, nesse mesmo ano, a "Cruzada do Canto Orfeônico" no Rio de Janeiro. Seu casamento com Lucília terminou na década de 1930.  Depois de  operar-se de câncer em 1948, casou-se com Arminda Neves d'Almeida, a Mindinha, uma ex-aluna, que depois de sua morte se encarregou da divulgação de uma obra monumental. O impacto internacional dessa obra fez-se sentir especialmente na França e Estados Unidos, como se verifica pelo editorial que o The New York Times lhe dedicou no dia seguinte a sua morte.

### Semana de Arte Moderna

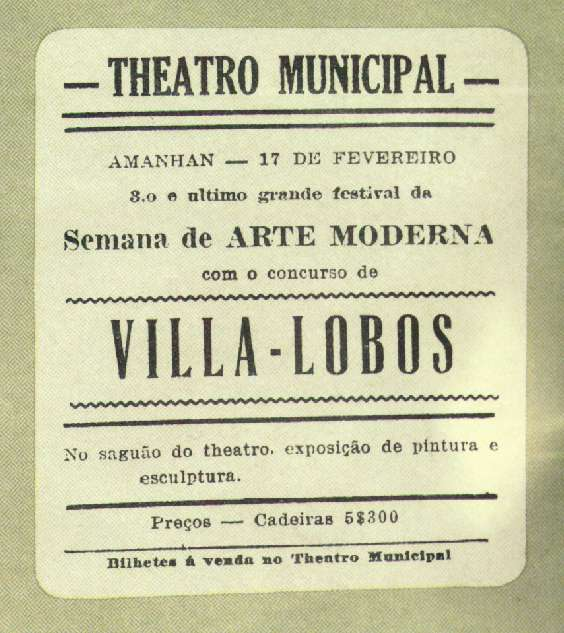
Cartaz anunciando o último dia da Semana de Arte Moderna

Villa-Lobos participou da Semana de Arte Moderna de 1922, apresentando-se em três dias, com três diferentes espetáculos:
| dia 13                            | dia 15                  | dia 17                                                                                   |
| --------------------------------- | ----------------------- | ---------------------------------------------------------------------------------------- |
| Segunda Sonata                    | O Ginete do Pierrozinho | Terceiro Trio                                                                            |
| Segundo Trio                      | Festim Pagão            | Historietas: Lune de Octobre; Voilà la Vie; Je Vis Sans Retard, Car vite s'écoule la vie |
| Valsa mística (simples coletânea) | Solidão                 | Segunda Sonata                                                                           |
| Rondante (simples coletânea)      | Cascavel                | Camponesa cantadeira (suíte floral)                                                      |
| A Fiandeira                       | Terceiro Quarteto       | Num Berço Encantado (simples coletânea)                                                  |
| Danças Africanas                  |                         | Dança Inferugnal e Quatuor (com coro feminino)                                           |

Embora tenha sido um dos mais importantes nomes da música a apresentar-se na Semana de Arte Moderna, Villa-Lobos não foi o único compositor a ser interpretado. Também foram interpretadas obras de Debussy, por Guiomar Novaes, de Eric Satie, por Ernani Braga — que também interpretou "A Fiandeira", de Villa-Lobos.

### Era Vargas

Villa-Lobos e Walt Disney em 1941

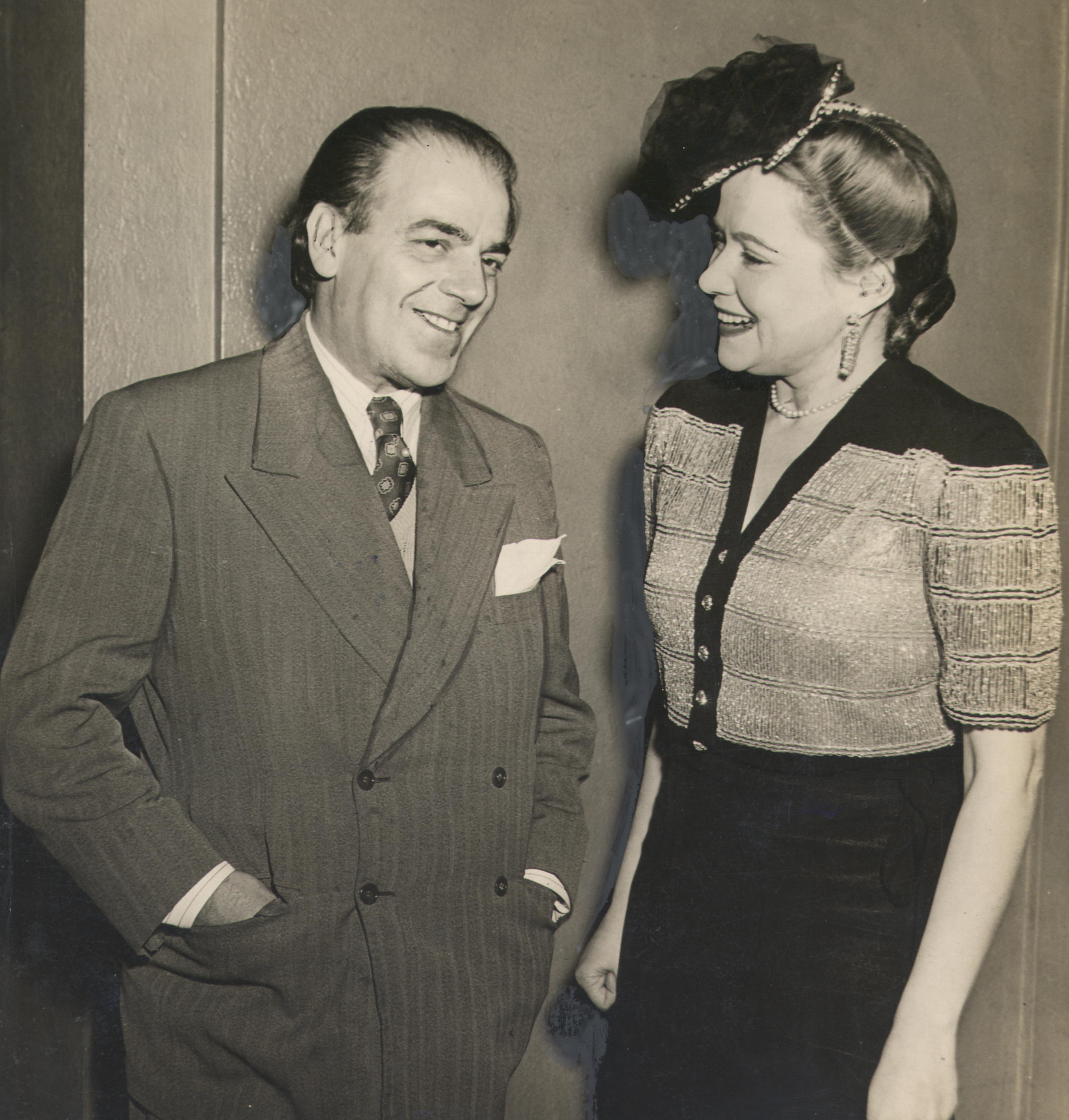
Villa Lobos e Bidu Sayão, 1945 (Fundo Correio da Manhã)

Em 1930, Villa-Lobos, que atuava no Brasil como maestro, planejava o seu retorno a Paris. Uma das consequências da revolução nesse ano resultou que dinheiro não poderia ser retirado do país, tornando Villa-Lobos incapaz de pagar qualquer tipo de aluguel no exterior. Sendo assim, forçado a ficar no Brasil, ele organizou vários concertos nos arredores de São Paulo e compôs músicas educativas e patrióticas. Em 1932 ele se tornou diretor da Superintendência de Educação Musical e Artística (SEMA).
Em 1936, aos 49 anos de idade, Villa-Lobos deixou a sua esposa e teve um relacionamento amoroso com Arminda Neves d'Almeida, que o acompanhou até os seus últimos dias. Arminda, em certo momento, mudou o seu sobrenome para Villa-Lobos, apesar de Villa-Lobos nunca ter se divorciado oficialmente da sua primeira esposa. Após a morte de Villa-Lobos, Arminda se tornou diretora do Museu de Villa-Lobos em 1960, até a sua morte em 1985. Arminda era musicista e também exerceu grande influência no trabalho de Villa-Lobos.
As publicações de Villa-Lobos na era Vargas incluíam propaganda pela nacionalidade brasileira (brasilidade), e teoria musical. O seu Guia Prático publicou 11 volumes, Solfejos (2 volumes, 1942 e 1946) contendo exercícios de canto, e Canto Orfeônico (1940 e 1950) contendo músicas patrióticas para escolas e eventos civis. A sua música para o filme O Descobrimento do Brasil de 1936, que inclui versões de composições antigas, foi também adaptada para suíte orquestral.
Villa-Lobos publicou A Música Nacionalista no Governo Getúlio Vargas c.1941, no qual ele considerava a nação como uma entidade sagrada, e os seus símbolos (entre eles, a bandeira com o lema nacional e o próprio hino nacional) como invioláveis. Villa-Lobos foi também o diretor de um comitê que tinha como tarefa estabelecer uma versão definitiva para o hino nacional brasileiro.

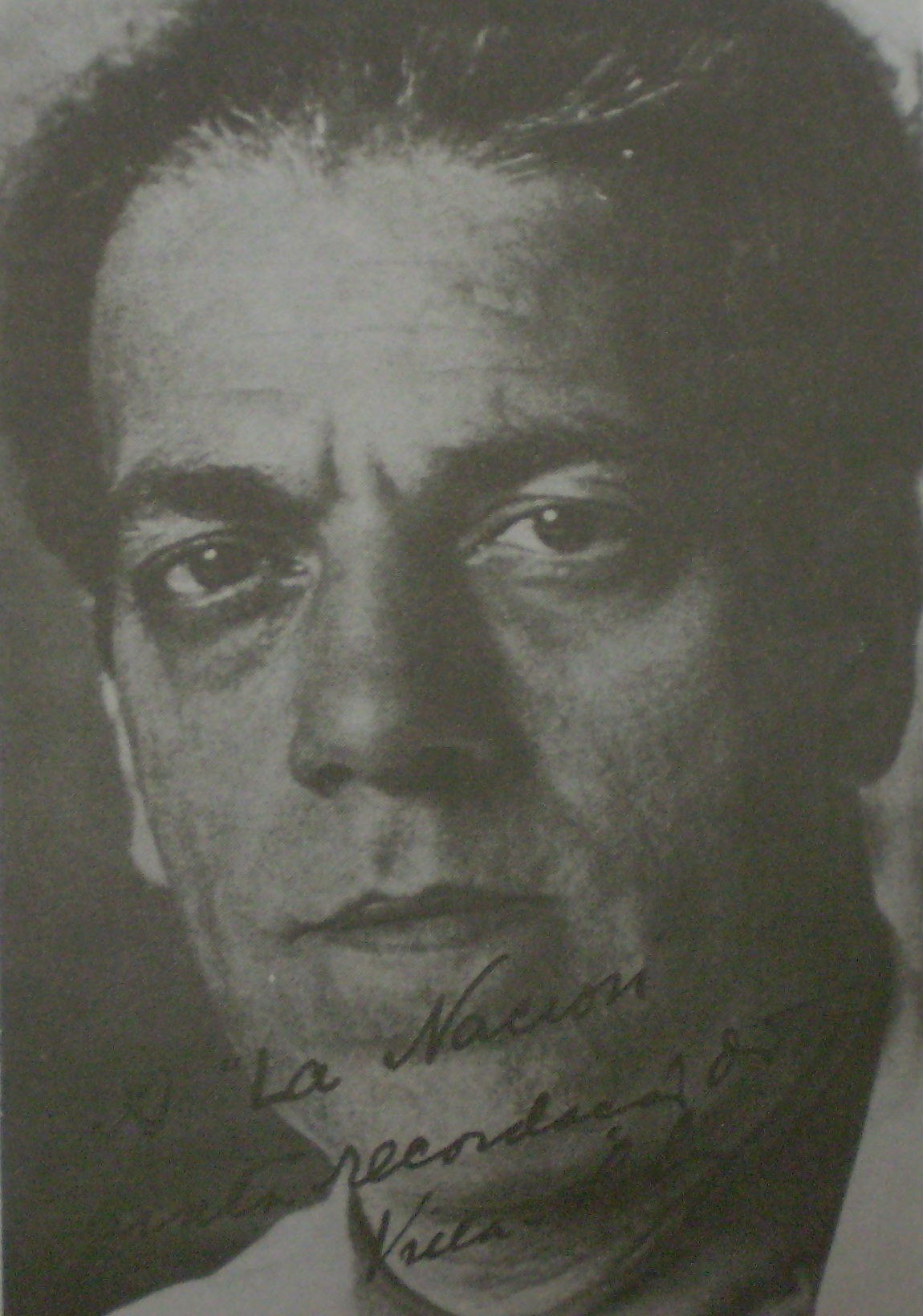
Villa-Lobos durante a meia-idade

Depois de 1937, durante o Estado Novo, período em qual Vargas tomou poder por decreto, Villa-Lobos continuou com a produção de obras patrióticas visando a grande massa brasileira. O "Dia da Independência", celebrado no dia 7 de setembro de 1939 contou com um coral de 30 000 crianças cantando o hino nacional e outras peças trabalhadas por Villa-Lobos. Para a mesma celebração em 1943, Villa-Lobos compôs o ballet Dança da terra, o qual as autoridades brasileiras julgaram como inapropriado até a sua revisão. A celebração de 1943 também contou com o hino de Villa-Lobos Invocação em defesa da pátria, logo após o Brasil ter declarado guerra contra a Alemanha nazista.
Na criação do curso do Canto Orfeônico, Villa-Lobos utilizava um vocabulário oriundo de outras áreas do conhecimento. Entre estas nomenclaturas encontramos os conceitos de califasia, califonia e calirritmia. Estas terminologias simbolizavam as qualidades a serem adquiridas através da prática do Canto Orfeônico. Os cursos oferecidos tinham como incumbência a preparação do aluno na prática de uma pronúncia legível e perfeita do texto a ser cantado (Califasia), de cantar uma melodia com perfeita afinação (Califonia) e no ajuste de cada palavra do texto com o ritmo da música (Calirritmia).

### Últimos anos

Cortejo fúnebre de Villa-Lobos, 1959

A reputação de Villa-Lobos como demagogo prejudicou a sua imagem diante de certas escolas de música, entre elas as dos discípulos de novas tendências europeias como, por exemplo, o serialismo, que estava completamente fora dos limites nacionais até a década de 1960.
Essa crise foi, parcialmente, atribuída ao fato de que certos compositores brasileiros julgavam necessário reconciliar a libertação da música brasileira proposta por Villa-Lobos com os modelos europeus da década de 1920, do qual eles consideravam ser um estilo de música mais universal.
Heitor Villa-Lobos faleceu, vítima de um câncer, em 17 de Novembro de 1959. Seu corpo bem como o de sua segunda esposa Arminda encontram-se sepultados no Cemitério São João Batista, túmulo 17942 quadra 18, no Rio de Janeiro.
Apesar de Villa-Lobos não ter tido filhos, tem como sobrinho-neto o músico Dado Villa-Lobos.

## Obra
As primeiras composições de Villa-Lobos trazem a marca dos estilos europeus da virada do século XIX para o século XX, sendo influenciado principalmente por Wagner, Puccini, pelo modernismo da Escola de Frankfurt e, logo depois, pelos impressionistas. Teve aulas com Frederico Nascimento e Francisco Braga.
Nas Danças características africanas (1914), entretanto, começou a repudiar os moldes europeus e a descobrir uma linguagem própria, que viria a se firmar nos bailados Amazonas e Uirapuru (1917). O compositor chega à década de 1920 perfeitamente senhor de seus recursos artísticos, revelados em obras como a Prole do Bebê para piano, ou o Noneto (1923). Violentamente atacado pela crítica especializada da época, viajou para a Europa em 1923 com o apoio do mecenas Carlos Guinle e, em Paris, tomou contato com toda a vanguarda musical da época. Depois de uma segunda permanência na capital francesa (1927–1930), voltou ao Brasil a tempo de engajar-se nas novas realidades produzidas pela Revolução de 1930.
Apoiado pelo Estado Novo, Villa-Lobos desenvolveu um amplo projeto educacional, em que teve papel de destaque o Canto Orfeônico, e que resultou na compilação do Guia prático (temas populares harmonizados). O compositor preocupava-se muito com os rumos da educação musical nas escolas brasileiras e quando foi aprovado seu projeto de educação na área, voltou a morar definitivamente no Brasil.
À audácia criativa dos anos 1920 (que produziram as Serestas, os Choros, os Estudos para violão e as Cirandas para piano) seguiu-se um período "neobarroco", cujo carro-chefe foi a série de nove Bachianas brasileiras (1930–1945), para diversas formações instrumentais. Em sua obra prolifera, o maestro combinou indiferentemente todos os estilos e todos os gêneros, introduzindo sem hesitação materiais musicais tipicamente brasileiros em formas tomadas de empréstimo à música erudita ocidental. Procedimento que o levou a aproximar, numa mesma obra, Johann Sebastian Bach e os instrumentos mais exóticos.
Villa-Lobos teve diversos discípulos e colaboradores, dentre compositores, regentes e instrumentistas que lhe assistiam nas diversas atividades de implantação do projeto de Canto Orfeônico nas escolas públicas brasileiras, na realização de grandes espetáculos, muitos deles para públicos de milhares de pessoas, e na revisão, cópia e organização de suas partituras. Dois músicos que se destacaram nesta parceria com Villa-Lobos foram os maestros e pianistas José Vieira Brandão (1911–2002) e Alceo Bocchino (1918–2013).

### Estilo

O maestro Villa-Lobos e orquestra após concerto em Tel Aviv, 1952.

É possível encontrar na obra de Villa-Lobos preferências por alguns recursos estilísticos: combinações inusitadas de instrumentos, arcadas bem puxadas nas cordas, uso de percussão popular e imitação de cantos de pássaros. O maestro não defendeu e nem se enquadrou em nenhum movimento, e continuou por muito tempo desconhecido do público no Brasil e atacado pelos críticos, dentre os quais Oscar Guanabarino. Também se encontra em sua obra uma forte presença de referências a temas do folclore brasileiro.

### Principais composições

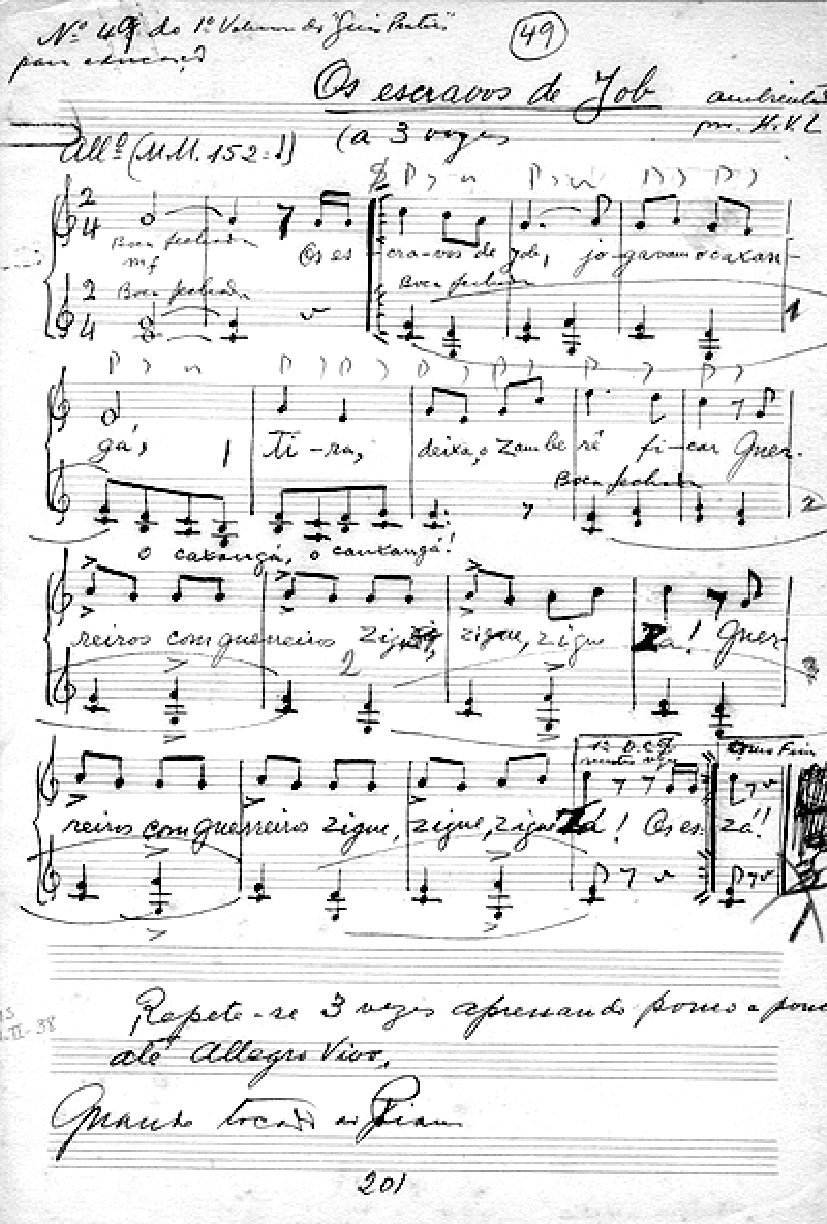
Fac-símile da partitura original feita por Villa-Lobos da música "Os escravos de Job" para o "Guia Prático" em fevereiro de 1938.

| {{{titulo}}}                                 |
|                                              |
| Interpretação: The Soni Ventrum Wind Quintet |

| {{{titulo}}}                                 |
|                                              |
| Interpretação: The Soni Ventrum Wind Quintet |

| {{{titulo}}}                                 |
|                                              |
| Interpretação: The Soni Ventrum Wind Quintet |

| Música Orquestral - 12 sinfonias (1916–1957) - Uirapuru (1917) - Amazonas (1917) - Choros - introdução (1929) - n° 1 (1920) - n° 2 (1924) - n° 3 (1925) - n° 4 (1926) - n° 5 (1925) - nº 6 (1926) - n° 7 (1924) - nº 8 (1925) - nº 9 (1929) - nº 10 (1925) - nº 11 (1928) - nº 12 (1929) - Bachianas brasileiras - nº 1 (1930) para 12 violoncelos - nº 2 (1930) para orquestra - nº 3 para piano e orquestra (1938) - nº 4 (1936) para piano ou para orquestra - nº 5 (1938–1945) para soprano e 8 violoncelos - nº 6 (1938) para flauta e fagote - nº 7 (1942) para orquestra - nº 8 (1944) - nº 9 (1945) para orquestra e choro - Erosão (1950) - Odisseia de uma Raça (1953) - Gênesis (1954) - Emperor Jones (1956) - Momo Precoce para piano e orquestra (1929) - 5 concertos para piano e orquestra (1945, 1948, 1957, 1954, 1954) - Martírio dos Insetos para violino e orquestra (1925) - 2 concertos para violoncelo e orquestra (1913, 1955) - Concerto para Violino e Orquestra (1951) - Concerto para Violão e pequena orquestra (1951) - Concerto para Harpa e Orquestra (1953) - Concerto para Harmônica e Orquestra (1953) - Ciranda das Sete Notas para fagote e orquestra (1953) - Fantasia para Violoncelo e Orquestra (1945) - Concerto grosso (1958) Piano - Danças Características Africanas (1914) - Prole do Bebê nº 1 (1918) - Prole do Bebê nº 2 (1921) - Lenda do Caboclo (1920) - Caixinha de Música Quebrada - Rudepoema (1926) - Choro nº 5 (1926) - Cirandas (1929) - Saudades das Selvas Brasileiras (1927) - Valsa da Dor (1930) - Ciclo Brasileiro (1936) | - As Três Marias (1939) - Hommage à Chopin (1949) Música de câmara - 17 quartetos de cordas (1915–1957) - 3 trios para piano, violino e violoncelo - Sexteto Místico (1917) - Quarteto Simbólico (1921) - Trio para oboé, clarinete e fagote (1921) - Noneto (1923) - Quarteto de sopros (1928) - Quinteto em Forma de Choros (1928) - Bachiana nº 1 para conjunto de violoncelos (1930) - Bachiana nº 6 para flauta e fagote (1938) - Trio de cordas (1945) - Duo para violino e viola (1946) - Assobio a Jato (1950) - Fantasia Concertante (1953) - Duo para oboé e fagote (1957) - Quinteto instrumental (1957) Violão - Choro nº 1 (1924) - 12 Estudos (1924–1929) - 5 Prelúdios (1940) - Suíte Popular Brasileira (5 peças) (1908–1912 e 1923) Música vocal - Canções típicas brasileiras (1919) - Guia Prático (1938) - Serestas (1925) - Bachiana nº 5 (1938–1945) para soprano e 8 violoncelos - A Floresta do Amazonas (1958) - Modinhas e canções (1933–1942) - Poema de Itabira (1942) Música Coral - Vida Pura, oratório (1919) - Descobrimento do Brasil, 4 suítes (1937) - Missa de São Sebastião (1937) - Bendita Sabedoria (1958) - Magnificat (1958) Música Dramática - Izaht, ópera (1912/18) - Magdalena, opereta (1947) com libreto dos norte-americanos Bob Wright e Chet Forrest - Yerma, ópera (1956) baseada na obra dramática de Federico Garcia Lorca e ambientada em Nova Orléans - A Menina das Nuvens, ópera bufa (1958), baseada na obra infantil de Lúcia Benedetti - Aglaia, - Jesus - Zoé e - Malazarte Trilha sonora para os filmes - O Descobrimento do Brasil de Humberto Mauro (1936/37) - Green Mansions (A Flor que Não Morreu), da Metro (1959) |

## Legado

### Reconhecimento

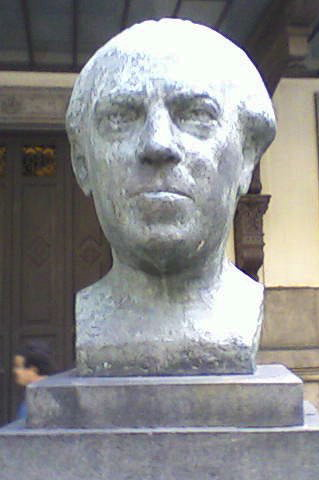
Busto de Heitor Villa-Lobos ao lado do Theatro Municipal do Rio de Janeiro

Não obstante as severas críticas, Villa-Lobos alcançou grande reconhecimento em nível nacional e internacional. Entre os títulos mais importantes que recebeu, está o de Doutor Honoris Causa pela Universidade de Nova Iorque e o de fundador e primeiro presidente da Academia Brasileira de Música. O maestro foi retratado nos filmes Bachianas Brasileiras: Meu Nome É Villa-Lobos (1979), O Mandarim (1995) e Villa-Lobos - Uma Vida de Paixão (2000), além de aparecer pessoalmente no filme da Disney, Alô, Amigos (1940), ao lado do próprio Walt Disney. Em 1986, Heitor Villa-Lobos teve sua efígie impressa nas notas de quinhentos cruzados, além de ser homenageado até os dias atuais em diversas cidades brasileiras, dando nome a ruas, praças e parques —  como no caso do Parque Villa-Lobos em São Paulo.
A musicologia brasileira o destacou através de livros, como "Villa-Lobos, uma interpretação", do crítico Andrade Muricy e "Villa-Lobos, o homem e a obra", do musicólogo Vasco Mariz. Na musicologia internacional, destaca-se o livro "Heitor Villa-Lobos: The Life and Works, 1887–1959", do musicólogo finlandês Eero Tarasti.
Certa vez em sua turnê pela Europa, Villa-Lobos proferiu as seguintes frases: "Eu não uso o folclore, eu sou o folclore." (I don't use folklore, I am the folklore.) e também "eu não estou aqui pra aprender, mas sim para mostrar o que eu até então construí" (Ich bin nicht gekommen, um zu lernen, sondern um zu zeigen, was ich bisher gemacht habe.), mostrando que ele estava bem ciente da sua posição ímpar entre os compositores clássicos, fazendo também grande uso das suas origens para divulgação do seu trabalho.
Em 1960, o governo brasileiro criou o Museu Villa-Lobos, na cidade do Rio de Janeiro.
Desde 2012 um grupo interdisciplinar, o PAMVILLA, reúne especialistas e pesquisadores dedicados ao estudo da vida e obra de Villa-Lobos, integrando abordagens com metodologias de diversos campos de estudo, como Musicologia, Etnomusicologia, Performance Musical, Educação Musical, Antropologia, História Social, Matemática e Semiótica.